# Jusepe de Ribera

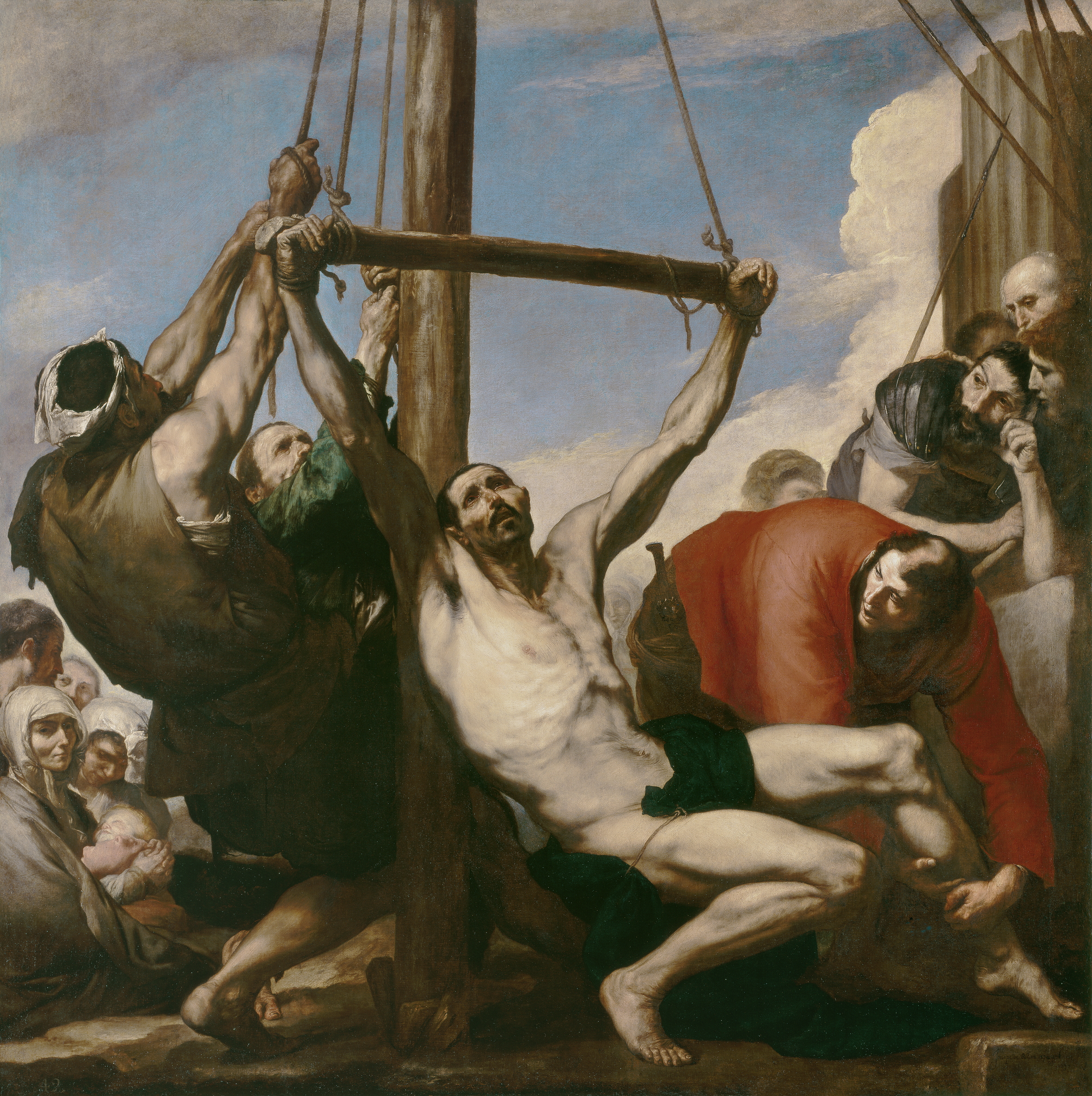
Sankt Filips martyrium (1639).

Jusepe de Ribera, född 12 januari 1591, död 2 september 1652 var en spansk-italiensk konstnär, även kallad Lo Spagnoletto.

## Biografi
Ribera föddes i närheten av Valencia, men verkade huvudsakligen i Neapel, som vid den här tiden tillhörde Spanien.
Influerad av Correggio och Caravaggio målade han religiösa motiv i en dramatisk stil med kraftiga ljus- och skuggeffekter. Riberas tavlor är oftast mycket stämningsladdade och tunga i typisk spansk renässansstil. Hans konst fick stor betydelse både för utvecklingen i Neapel och för hela det spanska 1600-talsmåleriet.
Genom en donation av August Röhss finns en av Riberas tavlor idag på Nationalmuseum i Stockholm, annars finns hans främsta verk på Pradomuseet i Madrid.